# Rubus conspicuus
Rubus conspicuus är en rosväxtart som beskrevs av P. J. Müll.. Rubus conspicuus ingår i släktet rubusar, och familjen rosväxter. Inga underarter finns listade i Catalogue of Life.

## Bildgalleri

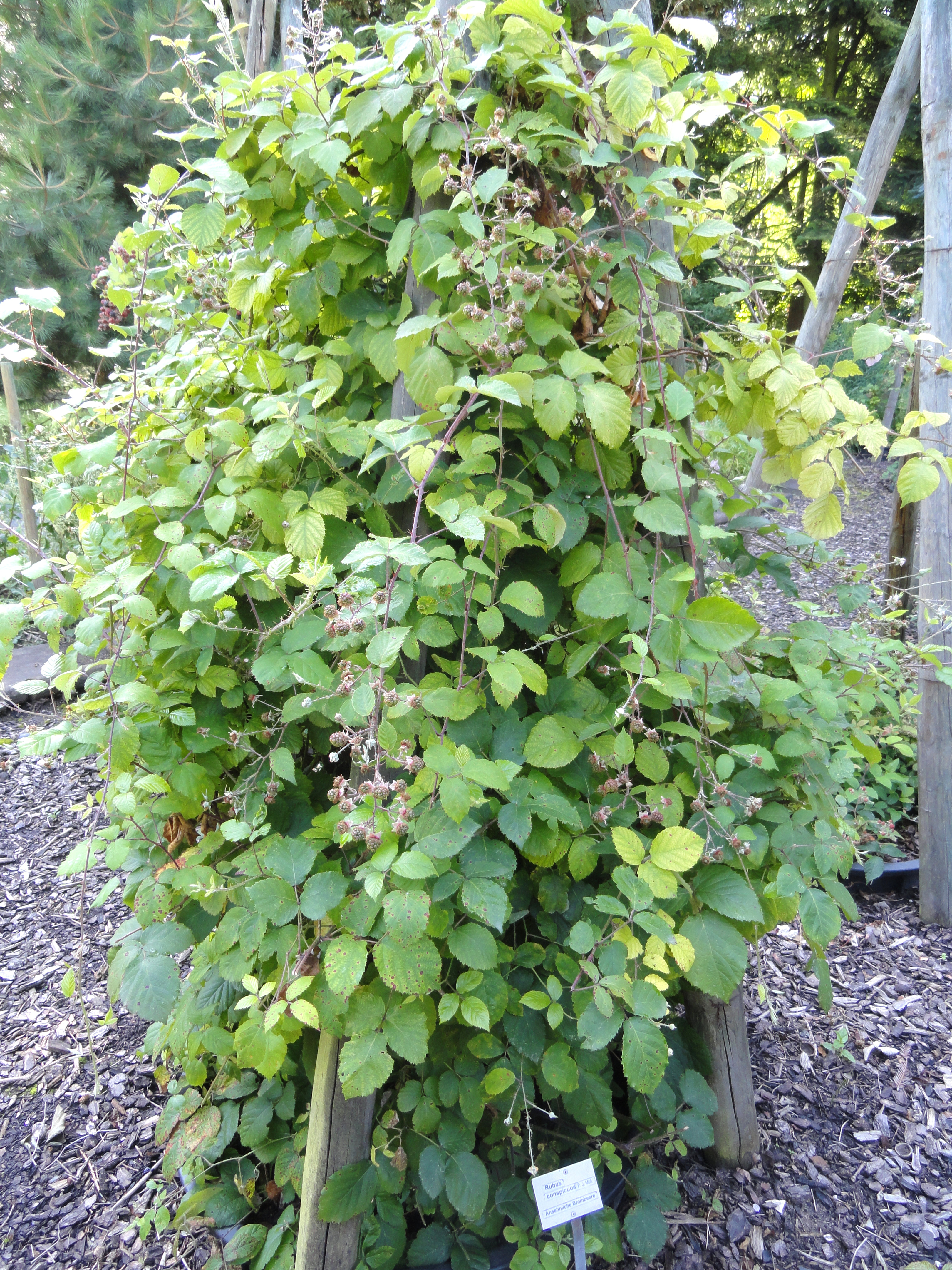